# Dutaillyea trifoliolata
Dutaillyea trifoliolata är en vinruteväxtart som beskrevs av Henri Ernest Baillon. Dutaillyea trifoliolata ingår i släktet Dutaillyea och familjen vinruteväxter. Inga underarter finns listade i Catalogue of Life.